# خالد خليفة
خالد خليفة (1 يناير 1964 - 30 سبتمبر 2023)، هو روائي سوري وشاعر وكاتب سيناريو ومقالات أدبية. جذبت روايته مديح الكراهية اهتمامَ وسائل الإعلام العربية والعالمية، حين وصلت إلى القائمة القصيرة في الجائزة العالمية للرواية العربية في دورتها الأولى عام 2008. وقد تُرجمَت روايته إلى اللغات الفرنسية والإيطالية والألمانية والنرويجية والإنكليزية والإسبانية.

## سيرته
وُلِدَ خالد خليفة في أورم الصغرى في منطقة الأتارب غرب محافظة حلب. درس في كلية الحقوق في جامعة حلب، وحصل منها على إجازة (ليسانس) في القانون عام 1988.
كتب خليفة الشعر، وهو عضو في المنتدى الأدبي في الجامعة، وكتب دراما تلفازية مثل مسلسل قوس قزح وسيرة آل الجلالي، وبعض الأفلام الوثائقية والأفلام القصيرة، والأفلام الروائية الطويلة مثل باب المقام.
أسس مع أصدقائه في جامعة حلب مجلة ألف، أما أول رواياته فهي حارس الخديعة التي نُشرت عام 1993. ثم نشر روايته الثانية عام 2000 وهي دفاتر القرباط، وعلى إثرها جُمِّدت عضويته في اتحاد الكتاب العرب مدة 4 سنوات.
قضى خليفة ثلاثَ عشرة سنة في كتابة روايته مديح الكراهية، وهي رواية تتناول تأثُّر حياة أفراد أسرة سورية بالحرب الدائرة بين النظام السوري وجماعة الإخوان المسلمين، ونشر فيها ما جرى للجماعة في حماة. وقد نُشرت في دمشق قبل أن تُحظَر، ثم أُعيدَ نشرها في بيروت. وعلَّق على الحظر قائلًا: هذا النوعُ من الحظر للروايات، يأتي نتيجة البيروقراطية التي لا تمثل مستويات رفيعة من الحكومة. ودعا إلى التفاوض بين الفنانين والسلطات السورية من أجل ضمان حرية التعبير.
صرَّح بأنه لم يقصد في روايته مديح الكراهية مناصرةَ أي فكر سياسي، وقال: قبل كل شيء، لقد كتبت هذه الرواية من أجل الدفاع عن الشعب السوري، وسعيًا للاحتجاج على المعاناة التي تحمَّلوها نتيجة ذلك من العقائد الدينية والسياسية التي حاولت نفيَ حضارتهم العائدة لعشرة آلاف سنة.
في السادس من شهر آذار فرض اسمه بوصفه المرشحَ العربي الوحيد لنيل جائزة الإندبندنت لأدب الخيال الأجنبي.

## مشاركته في الثورة السورية
عُرف خليفة بمواقفه المناصرة للثورة السورية منذ لحظة انطلاقها، ولم يُخفِ ذلك أبدًا، وأكَّد في أكثرَ من مناسبة مشروعيتها كخيار لا بديلَ عنه في مواجهة الظلم. وسبق أن تعرَّض للضرب حتى كُسِرَت يدُه في اعتداء لأجهزة الأمن السورية عليه، في أثناء مشاركته في تشييع الموسيقي السوري ربيع غزي في 26 مايو (أيار) 2012.

## آثاره

### الروايات
- حارس الخديعة 1993.
- دفاتر القرباط 2000.
- مديح الكراهية 2008، رُشِّحت لجائزة الإندبندنت العالمية، ولجائزة الرواية العربية.
- لا سكاكين في مطابخ هذه المدينة 2013، حصلت على جائزة نجيب محفوظ للرواية، ووصلت إلى القائمة القصيرة للجائزة العالمية للرواية العربية.
- الموت عمل شاق 2016.
- لم يُصلِّ عليهم أحد 2019، صدرت عن دار هاشيت أنطوان- نوفل، ودخلت في القائمة الطويلة للجائزة العالمية للرواية العربية عام 2020.
- سمك ميّت يتنفّس قشور الليمون 2024، صدرت عن دار هاشيت أنطوان- نوفل (بعد وفاته).[11]

### المسلسلات
- مسلسل سيرة آل الجلالي 2000.
- مسلسل قوس قزح 2001.
- مسلسل حروف يكتبها المطر 2003.[12]
- مسلسل أهل المدينة 2004.
- مسلسل الوردة الأخيرة 2006.
- مسلسل ظل امرأة 2007.
- مسلسل زمن الخوف 2007.
- مسلسل هدوء نسبي 2009.[13]
- مسلسل المفتاح 2012.
- مسلسل العراب - نادي الشرق الموسم الثاني 2016.

## وفاته
توفي خليفة في دمشق يوم السبت 15 ربيع الأول 1445 هـ الموافق 30 سبتمبر (أيلول) 2023 إثر نوبة قلبية.

## روابط خارجية
- خالد خليفة على موقع IMDb (الإنجليزية)